# Алексєєв Артур Миколайович
Артур Миколайович Алексєєв (10 січня 1948, село Сигайтськ, тепер Усть-Алданського улусу, Республіка Саха, Російська Федерація — 15 квітня 2024, місто Якутськ, Республіка Саха, Російська Федерація) — радянський діяч, 1-й секретар Якутського міського комітету КПРС. Депутат Верховної ради Якутської АРСР, народний депутат Якутської-Саха РСР, депутат Державних зборів (Іл Тумен) Республіки Саха. Член Центральної контрольної комісії КПРС у 1990—1991 роках.

## Життєпис
Народився в родині робітників.
У 1972 році закінчив Сибірський автодорожній інститут у місті Омську, здобув спеціальність інженера шляхів сполучення.
У 1972—1975 роках — інженер-геодезист, старший інженер виробничо-технічного відділу, виконроб дорожньо-будівельного управління № 1 виробничого управління «Якутавтодор».
Член КПРС з 1975 року.
У 1975 році працював інструктором (референтом) відділу транспорту, зв'язку і дорожнього господарства Ради міністрів Якутської АРСР.
У 1975—1977 роках — 2-й секретар Якутського міського комітету ВЛКСМ.
У 1977—1979 роках — секретар Якутського обласного комітету ВЛКСМ.
У 1979—1983 роках — 1-й секретар Якутського обласного комітету ВЛКСМ.
У 1980 році закінчив Хабаровську Вищу партійну школу.
У 1983—1986 роках — 1-й секретар Усть-Майського районного комітету КПРС Якутської АРСР.
У 1986—1988 роках — завідувач організаційного відділу Якутського обласного комітету КПРС.
У 1988—1991 роках — 1-й секретар Якутського міського комітету КПРС.
З 1991 по 1993 рік — 1-й секретар Комуністичної робітничої партії Якутії, з 1993 по 2002 рік — 1-й секретар Якутського республіканського комітету КПРФ.
У 1991—1993 роках — заступник генерального директора «Якутавтодора».
У 1993—1998 роках — генеральний директор Адміністрації федеральної програми соціально-економічного розвитку Республіки Саха-Якутія. У 1998—1999 роках — голова ліквідаційної комісії ЗАТ «Фонд реалізації програм соціально-економічного розвитку Республіки Саха-Якутія».
У 1999—2002 роках — помічник депутата Державної думи Федеральних зборів Російської Федерації Геннадій Селезньов.
З лютого 2002 по 2008 рік — заступник голови уряду Республіки Саха.
У 2009—2014 роках — заступник генерального директора ВАТ «Трансстрой-Восток».
Помер 15 квітня 2024 року.

## Нагороди та відзнаки
- орден «Знак Пошани»
- медаль «За будівництво Байкало-Амурської магістралі»
- Заслужений працівник народного господарства Республіки Саха (Якутія).